# Monte Romecchio - Monte Rondinaio - Poggione
Monte Romecchio - Monte Rondinaio - Poggione este o arie protejată (arie specială de conservare — SAC, sit de importanță comunitară — SCI) din Italia întinsă pe o suprafață de 715 ha, integral pe uscat.

## Localizare
Centrul sitului Monte Romecchio - Monte Rondinaio - Poggione este situat la coordonatele 44°07′26″N 10°34′41″E / 44.123889°N 10.578056°E.

## Înființare
Situl Monte Romecchio - Monte Rondinaio - Poggione a fost declarat sit de importanță comunitară în iunie 1995 pentru a proteja 8 specii de animale. Situl a fost protejat și ca arie specială de conservare în mai 2016.

## Biodiversitate
Situată în ecoregiunea mediteraneană, aria protejată conține 11 habitate naturale: Pajiști alpine și subalpine calcaroase, Pajiști uscate europene, Păduri de fag Luzulo-Fagetum, Liziere de ierburi înalte hidrofile de câmpie și de nivel montan până la alpin, Grohotișuri termofile și vest-mediteraneene, Păduri acidofile de Picea de la nivel montan la nivel alpin (Vaccinio-Piceetea), Pante stâncoase silicioase cu vegetație casmofită, Grohotișuri calcaroase și de șisturi calcaroase de la nivelul montan până la nivelul alpin (Thlaspietea rotundifolii), Roci stâncoase cu vegetație pionieră de Sedo-Scleranthion sau Sedo albi-Veronicion dillenii, Pajiști alpine și boreale, Pajiști boreale și alpine pe substrat silicios.
La baza desemnării sitului se află mai multe specii protejate:
- păsări (7): fâsă-de-câmp (Anthus campestris), acvilă de munte (Aquila chrysaetos), vânturel roșu (Falco tinnunculus), ciocârlie de pădure (Lullula arborea), mierlă de piatră (Monticola saxatilis), pietrar sur (Oenanthe oenanthe), Prunella collaris
- mamifere (1): lupul (Canis lupus)

Pe lângă speciile protejate, pe teritoriul sitului au mai fost identificate 38 de specii de plante, 1 specie de amfibieni, 3 specii de nevertebrate.